# Stengelboorder
De stengelboorder (Chilo partellus) is een vlinder uit de familie grasmotten (Crambidae). De rups echter is veel bekender omdat deze grote schade kan toebrengen aan maisplanten.
Sinds de jaren 30 was deze soort een plaag voor de maistelers in zuidelijk en oostelijk Afrika, nadat de vlinder was overgekomen uit India en Pakistan. Dankzij het inzetten van de sluipwesp Cotesia flavipes, een natuurlijke vijand van de stengelboorder in Pakistan, wordt de plaag sinds de jaren 90 met succes bestreden.